# Henning Carlsen
Henning Carlsen (Aalborg, 4 de juny de 1927 - Copenhaguen, 30 de maig de 2014) va ser un director de cinema i guionista danès.
Considerat un dels principals productors de cinema del seu país, les seves pel·lícules han estat triades diverses vegades en la representació de Dinamarca als Oscars.

## Filmografia
- Dilemma (1962)
- Hvad med os? (1963)
- Kvindedyr (1965)
- Sult (1966)
- Mennesker mødes og sød musik opstår i hjertet (1967)
- Klabautermanden (1969)
- Man sku' være noget ved musikken (1972)
- En lykkelig skilsmisse (1975)
- Da Svante forsvandt (1975)
- Hør, var der ikke en som lo? (1978)
- Pengene eller livet (1982)
- Oviri (1986)
- Pan (1995)
- I Wonder Who's Kissing You Now (1998)
- Springet (2005)
- Erindring om mine bedrøvelige ludere (2012)